# تریومف تایگر اسپرت ۶۶۰
تریومف تایگر اسپرت ۶۶۰ (به انگلیسی: Triumph Tiger Sport 660) یک موتورسیکلت سه‌سیلندر اسپرت با قدرت ۸۱ اسب بخار است که در سال ۲۰۲۲ توسط سازنده بریتانیایی تریومف راه اندازی شد و از بسیاری از اجزای برادر برهنه خود، تریومف ترایدنت ۶۶۰ استفاده می‌کند.

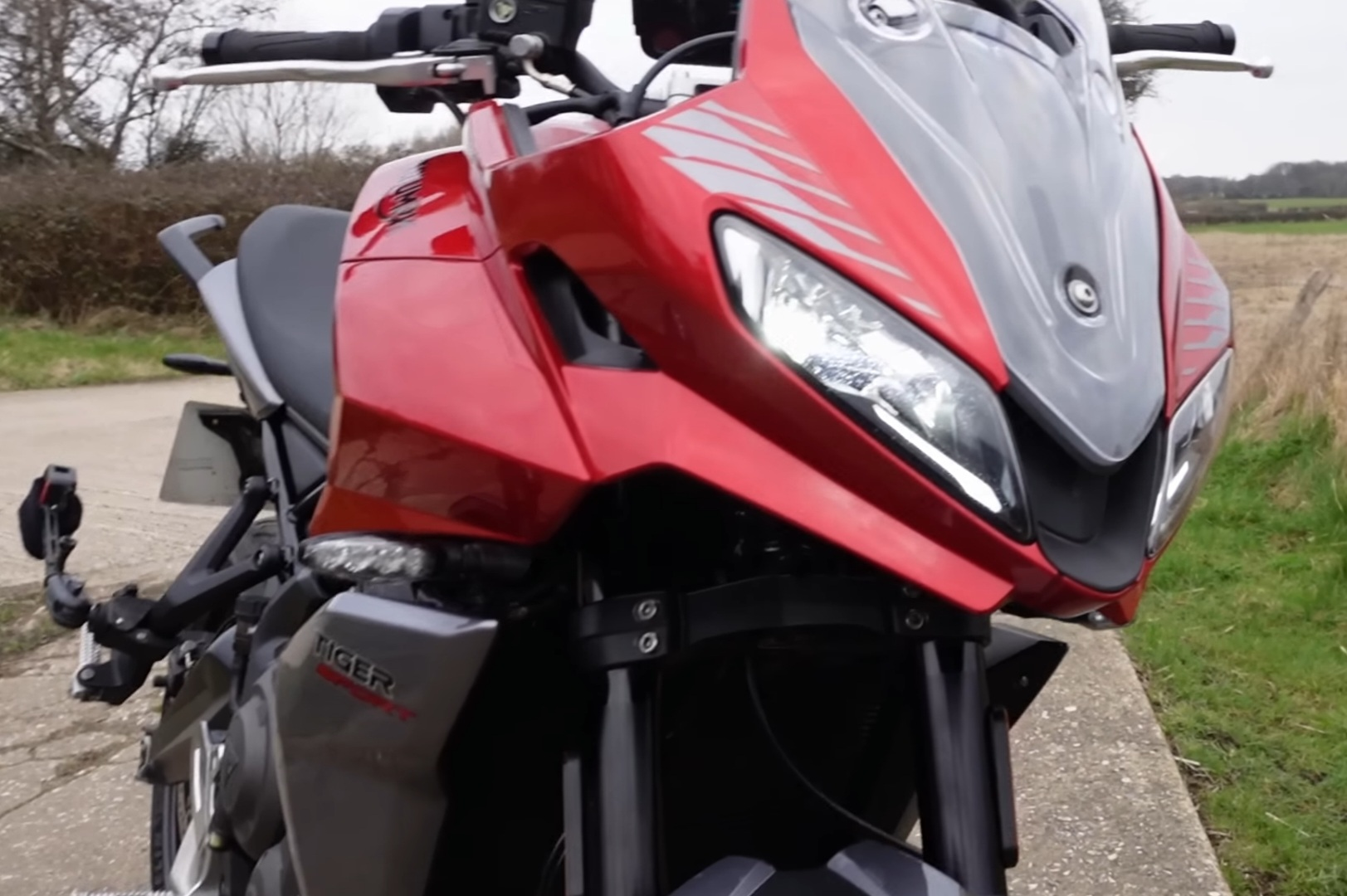
نمای جلوی موتور